# Bopyrina ocellata
Bopyrina ocellata là một loài chân đều trong họ Bopyridae. Loài này được Czerniavsky miêu tả khoa học năm 1868.